# Ricardo Flores Suárez
Ricardo Flores Suárez (5 de agosto de 1977-San Nicolás de los Garza, Nuevo León, 31 de julio de 2023) fue un político mexicano, miembro del Partido Acción Nacional (PAN). Fue en dos ocasiones diputado federal.

## Reseña biográfica
Ricardo Flores Suárez fue un licenciado en Derecho y Ciencias Sociales egresado de la Universidad Autónoma de Nuevo León, miembro del PAN desde 2002.[cita requerida]
De 2006 a 2009 se desempeñó como asesor jurídico de la Secretaría de la Función Pública en Nuevo León. De 2009 a 2012 fue síndico del ayuntamiento de San Nicolás de los Garza; de 2012 a 2015, fue asesor técnico de la LXXII Legislatura del Congreso de Nuevo León, y en 2015 ocupó el cargo de director general de Gobierno de San Nicolás de los Garza.[cita requerida]
En 2012 había sido elegido diputado federal suplente a la LXII Legislatura por el Distrito 4 de Nuevo León, siendo diputado propietario Víctor Fuentes Solís. El 12 de febrero de 2015 este recibió licencia al cargo, por lo que Ricardo Flores Suárez dejó el cargo en el ayuntamiento de San Nicolás de los Garza y asumió la diputación federal hasta el final de la legislatura. En ella fue secretario de las comisiones de Cultura y Cinematografía; y,  de Vivienda, e integrante de la Comisión de Hacienda y Crédito Público.[cita requerida]
Volvió a ser electo diputado federal por el distrito 4 de Nuevo León, esta vez en el carácter de propietario a la LXIV Legislatura en 2018 para concluir en 2021. En ella ocupó los cargos de secretario de la comisión de Hacienda y Crédito Público e integrante de las comisiones de Defensa Nacional, y de Recursos Hidráulicos, Agua Potable y Saneamiento.[cita requerida]
Al término de este cargo fue nombrado director jurídico del Congreso del Estado de Nuevo León. Ocupaba este cargo cuando el 31 de julio de 2023 fue asesinado a balazos en San Nicolás de los Garza, Nuevo León.

## Muerte
El director jurídico del Congreso de Nuevo León, Ricardo Flores Suárez, fue ejecutado la noche del 31 de julio de 2023 mientras se encontraba en unas canchas de futbol que aparentemente eran de su propiedad. Los hechos se registraron poco después de las 23:00 horas en la Liga Máster de futbol en las avenidas Rómulo Garza y Juan Pablo II, en la colonia Antiguo Corral de Piedra. Trascendió que un grupo de hombres armados irrumpieron en el campo deportivo y dispararon directamente en contra de Flores Suárez. En el ataque resultaron heridos un hombre y una mujer que fueron alcanzados por las balas. Se desconoce el motivo del ataque en contra del militante panista y exdiputado federal por ese partido, también síndico del municipio de San Nicolás. A través de sus redes sociales, el PAN de Nuevo León lamentó la muerte de Flores Suárez.[cita requerida]